# Meinhard von Gerkan
Meinhard von Gerkan, född 3 januari 1935 i Riga, död 30 november 2022 i Hamburg, var en tysk arkitekt och grundare av arkitektfirman Gerkan, Marg und Partner.
Meinhard von Gerkan kom från en balttysk familj. Fadern stupade som soldat under andra världskriget, modern dog kort efter flykten från Polen. Gerkan växte upp i ett familjehem i Hamburg. Han tog arkitektexamen vid Technische Hochschule Braunschweig 1964 och grundade 1965 den egna byrån Gerkan, Marg und Partner (gmp) tillsammans med Volkwin Marg i Hamburg. Arkitektbyrån blev snabbt framgångsrik och bland annat ritade de Berlin Tegel flygplats i Västberlin. 1974 utnämndes von Gerkan till professor vid Braunschweigs tekniska universitet.

## Verk i urval
- Stuttgarts flygplats, terminalbyggnaderna 1, 2 och 3
- Berlin Hauptbahnhof
- Hamburgs flygplats
- Berlin-Tegels flygplats
- Sjeremetevos internationella flygplats, Moskva
- Christus-Pavillon, Volkenroda
- Nanhui New City nära Shanghai
- Berlin Brandenburgs internationella flygplats (BER), Berlin
- Ombyggnad av Kinas nationalmuseum, Peking, 2011
- Tianjins västra järnvägsstation
- Hanoi Museum, Hanoi
- Technische Universität Hamburgs huvudbyggnad